# Liste von Zwischenfällen mit der Nord Noratlas
Die Liste von Zwischenfällen mit der Nord Noratlas zeigt eine Übersicht über Zwischenfälle mit Todesfolge oder Totalschaden von Flugzeugen des Typs Nord Noratlas. Vom Erstflug 1949 bis Mai 2021 kam es mit Nord Noratlas zu 58 Totalschäden. Bei 37 davon kamen 363 Menschen ums Leben. Vollständige Liste:

## 1950er-Jahre
- Am 6. Juli 1952 stürzte der zweite Prototyp der Nord Noratlas 2501 des französischen Herstellers Nord Aviation (Luftfahrzeugkennzeichen F-WFUN) auf einem Vorführflug ab. Bei einer nationalen Luftfahrtveranstaltung am Flughafen Lyon-Bron (Frankreich) wurde zu Demonstrationszwecken ein Triebwerk abgestellt, wobei die Maschine an der äußersten Grenze ihres Flugbereichs betrieben wurde. Das Flugzeug stürzte aus einer Höhe von 200 Metern ab. Alle 6 Insassen kamen ums Leben, darunter die bekannte französische Flugpionierin Maryse Bastié.[2]

- Am 29. Dezember 1953 verschwand eine Noratlas 2501 der Französischen Luftstreitkräfte (FrAF 2/F-SDAC) auf einem Flug von Algerien zum Militärflugplatz Mont-de-Marsan (Département Landes). Eine Woche später, am 5. Januar 1954, wurde das Wrack der Maschine am Pic de Costabonne in den Pyrenäen, an der Grenze zwischen Frankreich und Spanien, gefunden. Alle 10 Insassen wurden getötet.[3]

- Am 25. November 1954 verunglückte eine Noratlas 2501 der Französischen Luftstreitkräfte (FrAF 143) in Vereisungsbedingungen bei Eschau (Département Bas-Rhin, Frankreich). Dabei kamen 2 der 3 Besatzungsmitglieder ums Leben, das dritte und die 7 Passagiere überlebten.[4]

- Am 11. Januar 1956 flog eine Noratlas 2501 der Französischen Luftstreitkräfte (FrAF 71) bei Levacher, 57 Kilometer westsüdwestlich des Startflughafens Blida (Algerien), in den Berg Zaccar. Alle 6 Besatzungsmitglieder wurden getötet.[5]

- Am 25. Januar 1956 kollidierten zwei Noratlas 2501 der Französischen Luftstreitkräfte in der Nähe von Mouzaia, 12 Kilometer westsüdwestlich ihres Startflugplatzes in Blida (Algerien). Bei einer Fallschirmjägerübung schlug der linke Propeller einer der Maschinen in den Heckbereich der anderen ein:
  - Die Noratlas FrAF 48 stürzte ab. Dabei wurden alle 5 Insassen getötet.[6]
  - Die Noratlas FrAF 70 konnte schwer beschädigt gelandet werden. Ein Besatzungsmitglied war vorher abgesprungen und kam dabei ums Leben. Die anderen Insassen überlebten. Allerdings wurde auch dieses Flugzeug irreparabel beschädigt.[7]

- Am 26. April 1957 verunglückte eine Noratlas 2501 der Französischen Luftstreitkräfte (FrAF 40) bei der Landung auf dem Flugplatz Melun-Villaroche (Département Seine-et-Marne, Frankreich). Alle 5 Besatzungsmitglieder kamen ums Leben.[8]

- Am 19. Juni 1957 wurde eine Noratlas 2501 der Französischen Luftstreitkräfte (FrAF 68) im Anflug auf den Flughafen von Blida (Algerien) nahe Boulnane bei Nebel in einen Berg geflogen. Bei diesem CFIT (Controlled flight into terrain) wurden alle 6 Besatzungsmitglieder getötet.[9]

- Am 12. August 1957 verunglückte eine Noratlas 2501 der Französischen Luftstreitkräfte (FrAF 82/F-SDDX) in Bizerte (Tunesien). Das Flugzeug kam vom Militärflugplatz Mont-de-Marsan (Département Landes, Frankreich). Alle 11 Insassen kamen ums Leben.[10]

- Am 29. November 1957 stürzte eine Noratlas 2501 der Französischen Luftstreitkräfte (FrAF 26) auf einem Flug nach Tindūf (Algerien) 65 Kilometer südöstlich des Ziels in schlechtem Wetter ab. Alle 9 Insassen, fünf Besatzungsmitglieder und vier Passagiere, wurden getötet.[11]

- Am 18. Juni 1958 kam es mit einer Noratlas 2501 der Französischen Luftstreitkräfte (FrAF 73) auf dem Flughafen von Blida (Algerien) zu einer Bruchlandung. Das Flugzeug war zuvor mit etlichen Störchen kollidiert. Die Maschine wurde irreparabel beschädigt. Über Personenschäden liegen keine Informationen vor.[12]

- Am 15. Juli 1958 stürzte eine Noratlas 2501D der Luftwaffe mit dem Luftfahrzeugkennzeichen AS+575 (Werknummer: D005) auf einem Testflug in Bischofswiesen, Ortsteil Böcklweiher (Landkreis Berchtesgadener Land) ab. Alle sechs Insassen kamen dabei ums Leben. An der Absturzstelle erinnert eine Gedenkstätte an den Unfall.[13][14]

- Am 29. März 1959 stürzte eine Noratlas 2502 der französischen Union Aéromaritime de Transport (UAT) (F-BGZB) auf dem Flug von Berbérati nach Bangui (beide: Zentralafrikanische Republik) im Dschungel ab. Die Absturzstelle soll nahe Banga, nach anderen Angaben bei Boda oder Boukpayanga (etwa 160 Kilometer westlich von Bangui) gelegen haben. Alle vier Besatzungsmitglieder und fünf (sechs?) Passagiere kamen dabei ums Leben, darunter der Premierminister Barthélemy Boganda, was zu einer Staatskrise führte.[15][16]

- Am 24. Juli 1959 flog eine Noratlas 2501D der Luftwaffe mit dem Kennzeichen GA+243 (Werknummer: D018) auf einem Einsatzflug in der Türkei in einen 550 Meter hohen Berg, 18 Kilometer nordwestlich des Startflugplatzes Bandırma Air Base. Alle sechs Besatzungsmitglieder kamen ums Leben. Die Maschine gehörte zum LTG 61.[17]

- Am 16. September 1959 stürzte eine Noratlas 2501D der Luftwaffe mit dem Kennzeichen GC+106 (Werknummer: D062) während eines Werkstestfluges bei Oederquart ab, knapp 50 Kilometer vom Start- und Zielflugplatz Hamburg-Finkenwerder. Die vier Besatzungsmitglieder waren Angehörige von HFB Finkenwerder und kamen ums Leben.[18]

## 1960er-Jahre
- Am 15. Januar 1960 stürzte eine Noratlas 2501 der Französischen Luftstreitkräfte (Luftfahrzeugkennzeichen FrAF 102) in Vereisungsbedingungen 12 Kilometer südlich des Flughafens Ghardaïa (Algerien) ab. Alle 5 Besatzungsmitglieder kamen ums Leben.[19]

- Am 15. März 1960 stürzte eine Noratlas 2501D der Luftwaffe mit dem Kennzeichen GA+249 (Werknummer D060) auf dem Flug von Neubiberg nach Turin in den Seealpen ab. Alle sechs Besatzungsmitglieder des LTG 61 kamen ums Leben.[20]

- Am 16. September 1960 wurde eine Nord Noratlas 2501 der Französischen Luftstreitkräfte (FrAF 22) bei einer Nachtflugübung nordwestlich von Batna (Algerien) ins Gelände geflogen. Die Piloten sanken unter die Abdeckung des Radars und versuchten, einem Nachtjäger des Typs Gloster Meteor zu entgehen. Bei diesem CFIT (Controlled flight into terrain) wurden alle 11 Insassen getötet.[21]

- Am 23. Januar 1961 wurde eine Noratlas 2501D der Luftwaffe mit dem Kennzeichen GB+119 auf einem Übungsflug zwischen Overath und Vilkerath, 15 Kilometer nordöstlich des Startflughafens Köln/Bonn, in Stromleitungen und Masten geflogen (CFIT, Controlled flight into terrain). Die Maschine gehörte zum Lufttransportgeschwader 62. Vermutet wird, dass die Piloten bei schlechter Sicht die Orientierung verloren und sich näher am Flughafen wähnten. Alle vier Besatzungsmitglieder kamen ums Leben.[22] An der Absturzstelle erinnert eine Gedenkstätte an den Unfall.[23]

- Am 19. Juni 1961 wurde eine Noratlas 2501 der Französischen Luftstreitkräfte (FrAF 67) auf dem Flughafen von Bizerte (Tunesien) durch Mörserbeschuß zerstört. Über Personenschäden ist nichts bekannt.[24]

- Am 20. März 1962 verunglückte eine Noratlas 2501 der Französischen Luftstreitkräfte (FrAF 204) 80 Kilometer südöstlich von Algier. Die Maschine war auf dem Weg von Ain Beida in Ouargla zum Flughafen Algier. Alle 11 Insassen, die fünf Besatzungsmitglieder und 6 Passagiere, kamen ums Leben.[25]

- Am 23. Mai 1962 wurde eine Noratlas 2501 der Französischen Luftstreitkräfte (FrAF 62) auf dem Flughafen Algier (Algerien) bei einem Angriff zerstört. Über Personenschäden liegen keine Informationen vor.[26]

- Am 15. Februar 1963 wurde eine Noratlas 2501 der Französischen Luftstreitkräfte (FrAF 48) auf dem Flughafen Fort-Lamy (heute: N’Djamena, Tschad) durch ein beim Betanken ausgebrochenes Feuer zerstört. Personen kamen nicht zu Schaden.[27]

- Im Jahr 1964 (genaues Datum unbekannt) wurde eine Noratlas 2501D der israelischen Luftstreitkräfte (4X-FAB/042) an einem unbekannten Ort in Israel irreparabel beschädigt. Es handelte sich um die ehemalige GC+119 der Luftwaffe. Über Personenschäden ist nichts bekannt.[28]

- Am 21. April 1964 verunglückte eine Noratlas 2501 der Französischen Luftstreitkräfte (FrAF 178) beim Start auf dem Flugplatz Bouar in der Zentralafrikanischen Republik. Die Maschine wurde durch eine Windbö erfasst und irreparabel beschädigt. Dabei kamen 18 der 37 Insassen ums Leben.[29]

- Am 29. April 1964 wurde eine Noratlas 2501D der israelischen Luftstreitkräfte (4X-FAD/044) in der Nähe des Militärflugplatzes Ramon (Israel) in einen Berg geflogen. Bei diesem CFIT (Controlled flight into terrain) wurden alle 9 Insassen getötet, die beiden Piloten und die 7 Passagiere. Es handelte sich um die ehemalige GC+231 der Luftwaffe.[30]

- Ebenfalls am 29. April 1964 wurde eine Noratlas 2501 der Französischen Luftstreitkräfte (FrAF 35) bei einer im Tiefflug durchgeführten Navigationsübung in den Berg Pic de Jouels geflogen, 16 Kilometer westlich von Foix (Département Ariège, Frankreich). Bei diesem CFIT (Controlled flight into terrain) wurden alle 5 Besatzungsmitglieder getötet.[31]

- Am 24. November 1964 stürzte eine Noratlas 2501D der Luftwaffe mit dem Kennzeichen GB+104 (Werknummer: D055) auf dem Flug vom Flugplatz Bourges (Frankreich) nach Ahlhorn im Anflug ab. Alle vier Besatzungsmitglieder des LTG 62 kamen ums Leben.[32]

- Am 3. Mai 1965 verunglückte eine Noratlas 2501 der Französischen Luftstreitkräfte (FrAF 190/F-RABV) nahe Blond (Haute-Vienne) (Frankreich) ab. Alle 5 Besatzungsmitglieder kamen ums Leben.[33]

- Am 14. Juni 1965 kam es nach dem Start einer Noratlas 2501D der Luftwaffe (GB+235, Werknummer: D171) vom Flugplatz Ahlhorn zu einem Ausfall des rechten Triebwerkes. Es folgte eine Bauchlandung. Die Besatzung blieb unverletzt, jedoch entstand an der Maschine Totalschaden.[34]

- Am 15. Juni 1965 wurde eine Noratlas 2501 der Französischen Luftstreitkräfte (FrAF 152) an einem unbekannten Ort in Frankreich irreparabel beschädigt. Über Personenschäden ist nichts bekannt.[35]

- Am 7. Dezember 1966 stürzte eine Noratlas 2501 der Französischen Luftstreitkräfte (FrAF 59/F-RBHI) unter Vereisungsbedingungen im Département Ariège (Frankreich) ab. Alle 4 Besatzungsmitglieder kamen ums Leben.[36]

- Am 5. Juni 1967 wurde eine Noratlas 2501D der israelischen Luftstreitkräfte (4X-FAX/077) auf dem Militärflugplatz Sirkin (Israel) zerstört. Während des Sechstagekriegs wurden der Flugplatz und die geparkte Maschine durch eine Hawker Hunter der Königlich Jordanischen Luftwaffe angegriffen. Menschen kamen nicht zu Schaden. Es handelte sich um die ehemalige KA+103 der Luftwaffe.[37]

- Am 13. Juni 1967 wurde eine Noratlas 2502B der Portugiesischen Luftstreitkräfte (PAF 6414) bei einer Notlandung auf dem Strand bei Xai-Xai (Mosambik) irreparabel beschädigt. Alle 15 Insassen überlebten, drei Besatzungsmitglieder und 12 Passagiere.[38]

- Am 17. Juli 1967 kam es bei der Landung der Noratlas 2501D der Luftwaffe mit dem Kennzeichen AS+581 (Werknummer: D143) in Ahlhorn zum Totalschaden. Die Besatzung blieb unverletzt.[39]

- Am 14. November 1967 stürzte eine Noratlas 2501 der Französischen Luftstreitkräfte (FrAF 74) im Nationalpark Niokolo-Koba (Senegal) ab. Die Maschine war auf dem Flug vom Flughafen Dakar-Yoff zum Flugplatz Kédougou im äußersten Südosten des Senegal. Alle 9 Insassen kamen ums Leben.[40]

- Am 12. Februar 1969 stürzte eine Noratlas 2501D der Luftwaffe mit dem Kennzeichen 52+57 (Werknummer: D066) nach dem Start vom Fliegerhorst Erding in ein Bauernhaus. Von den 13 Insassen kamen 10 ums Leben, außerdem ein Kind im Haus. Unter den Überlebenden waren drei Mann der Besatzung (LTG 61). Beim Start herrschte heftiges Schneetreiben (siehe auch Flugunfall von Bockhorn).[41]

## 1970er-Jahre
- Am 19. November 1970 stürzte eine Noratlas 2501D der Luftwaffe mit dem Luftfahrzeugkennzeichen 52+79 (Werknummer: D095) auf dem Flug von Neubiberg nach Kaufbeuren bei Wolfratshausen ab. Alle fünf Besatzungsmitglieder des LTG 61 kamen ums Leben, darunter der Kommandant, der den Absturz vom 12. Februar 1969 überlebt hatte.[42]

- Am 30. Juli 1971 stürzte eine Noratlas 2501 der Französischen Luftstreitkräfte (FrAF 49/F-RABB) in der Nähe des Startflughafens Pau-Uzein (Département Pyrénées-Atlantiques, Frankreich) ab. Ursache war ein Feuer an Bord, ausgelöst durch ein elektrisches Problem. Von den 39 Insassen kamen 37 ums Leben, alle drei Besatzungsmitglieder und 34 Passagiere. Zwei der Passagiere konnten noch mit dem Fallschirm abspringen. Dies war der schwerste Unfall einer Noratlas, bezogen auf die Anzahl der Todesopfer.[43]

- Am 19. Oktober 1971 stürzte eine Noratlas 2501 der Französischen Luftstreitkräfte (FrAF 69) in der Nähe von Épernay (Département Marne, Frankreich) ab, nachdem sich eine Gummimatte der Enteisungsanlage an einer Tragfläche gelöst hatte. Dies führte zum Strömungsabriss, Kontrollverlust und Absturz. Alle 6 Besatzungsmitglieder kamen ums Leben.[44]

- Am 18. April 1973 stürzte eine Nord Noratlas 2501D der ruandischen Portalia Air Cargo (9XR-KH) beim Start vom Flughafen Dschibuti ab. Kurz nach dem Abheben kam es zu einem Triebwerksausfall, gefolgt von einem Strömungsabriss und dem Absturz nahe dem Startbahnende. Die Maschine sollte im Auftrag der ebenfalls ruandischen Wolfair (Wolf Air Transport) Fracht nach Kigali (Ruanda) bringen. Beide Piloten, die einzigen Insassen des Frachtflugs, überlebten schwer verletzt. Es handelte sich um die ehemalige 52+78 der Luftwaffe.[45][46]

- Am 18. April 1973 wurde eine Nord Noratlas 2501D der israelischen Luftstreitkräfte (4X-FAO/072) irreparabel beschädigt. Auf einem unbekannten Flugplatz in Israel sprang das Flugzeug bei einem Probelauf der Motoren über die Bremsklötze hinweg, rollte über einen Parkplatz und schlug in eine Mauer ein. Alle 3 Insassen überlebten verletzt. Es handelte sich um die ehemalige GB+251 der Luftwaffe.[47]

- Am 2. Mai 1973 wurde eine Noratlas 2502F der Portugiesischen Luftstreitkräfte (PAF 6411) am Flughafen von Mueda (Mosambik) in den Boden geflogen. Bei niedrigen Wolken flogen die Piloten zu früh unter die Mindestsinkflughöhe, bevor sie die Landebahn vollständig in Sicht hatten. Bei diesem CFIT (Controlled flight into terrain) wurden alle 11 Insassen, 7 Besatzungsmitglieder und 4 Passagiere (je zwei zivile und militärische), getötet.[48]

- Am 4. Juli 1973 verunglückte eine Noratlas 2502F der Portugiesischen Luftstreitkräfte (PAF 6410) bei Toto (Angola). Über Personenschäden ist nichts bekannt. Das Flugzeug wurde zerstört.[49]

- Im Februar 1974 (genaues Datum nicht bekannt) wurde eine Noratlas 2501D der ecuadorianischen ATESA (HC-AXG) in Montalvo (Ecuador) irreparabel beschädigt (die ehemalige 53+25 der Luftwaffe). Alle 18 Insassen überlebten.[50]

- Am 22. Juli 1974 kam es während der türkischen Invasion Zyperns im Bereich des Flughafens Nikosia (Zypern) zu mehreren Totalschäden von Noratlas-Transportflugzeugen der griechischen Luftstreitkräfte:
  - Eine Noratlas 2501D der griechischen Luftstreitkräfte (Kennzeichen 52-133) wurde im Anflug auf den Flughafen Nikosia durch schweres Flugabwehrfeuer getroffen und stürzte knapp 4 Kilometer vor der Landebahn ab. Von den 32 Insassen wurden 31 getötet. Es handelte sich um die ehemalige 52+33 der Bundesluftwaffe.[51]
  - Eine weitere Noratlas 2501D (52-139), die ehemalige 52+39 der Luftwaffe, wurde im Anflug auf den Flughafen Nikosia versehentlich durch Flugabwehrfeuer der griechisch-zypriotischen Streitkräfte beschossen und konnte auf dem Flughafen notgelandet werden. Von den 13 Insassen wurden 2 getötet.[52]
  - Zwei weitere Noratlas 2501D (52-143, 53-207) wurde einige Zeit nach der Landung auf dem Flughafen Nikosia von den türkischen Invasionstruppen zerstört. Es waren die ehemaligen 52+43 und 53+07 der Bundesluftwaffe.[53][54]

- Am 6. September 1974 verunglückte eine Noratlas 2501 der Französischen Luftstreitkräfte (FrAF 143) auf einem Flug über Korsika nahe Petreto-Bicchisano (Département Corse-du-Sud, Frankreich). Alle 4 Insassen kamen ums Leben.[55]

- Am 13. November 1974 wurde eine Noratlas 2501D der Portugiesischen Luftstreitkräfte (PAF 6419) auf dem Flughafen Funchal (Madeira) (Portugal) durch eine Bombe irreparabel beschädigt. In der geparkten Maschine, der ehemaligen 52+42 der Luftwaffe, war die Bombe durch die rechtsradikale Terrororganisation „Madeira Archipelago Liberation Front“ (FLAMA) angebracht worden. Personen kamen nicht zu Schaden.[56]

- Im Jahr 1975 (genaues Datum nicht bekannt) wurde eine Noratlas 2501D der Portugiesischen Luftstreitkräfte (PAF 6418) an einem unbekannten Ort irreparabel beschädigt. Es handelte sich dabei um die ehemalige 52+49 der Luftwaffe. Personen kamen nicht zu Schaden.[57]

- Am 26. September 1975 stürzte eine Noratlas 2501D der Portugiesischen Luftstreitkräfte (PAF 6422) nahe dem Militärflugplatz von Tancos (Portugal) ab. Das Triebwerk Nummer 1 (links) hatte Feuer gefangen, was zum Abbrechen der linken Tragfläche führte. Alle 11 Insassen kamen ums Leben. Es handelte sich um die ehemalige 52+45 der Luftwaffe.[58][59]

- Am 25. November 1977 verunglückte eine Noratlas 2501 der Französischen Luftstreitkräfte (FrAF 182/F-RABR) in einer Bergregion bei Béziers (Département Hérault, Frankreich). Auf dem Nachtflug in schlechtem Wetter hatte es Probleme mit dem Autopilot gegeben. Alle 32 Insassen, vier Besatzungsmitglieder und 28 Passagiere, kamen ums Leben.[60]

- Im Jahr 1978 (genaues Datum unbekannt) wurde eine Noratlas 2501D der griechischen Luftstreitkräfte (52-171, ex Luftwaffe 52+71) irreparabel beschädigt. Nähere Einzelheiten sind nicht bekannt.[61]

- Am 3. Oktober 1979 wurde eine Noratlas 2501 der Französischen Luftstreitkräfte (FrAF 181/F-RBKT) in Royan (Département Charente-Maritime, Frankreich) irreparabel beschädigt. Über Personenschäden liegen keine Informationen vor.[62]

## 1980er-Jahre
- Am 24. Juli 1980 verunglückte eine Noratlas 2501D der ecuadorianischen ATESA (Luftfahrzeugkennzeichen HC-AXK) in der Provinz Pastaza (Ecuador). Beide Piloten, die einzigen Insassen, kamen ums Leben. Es handelte sich um die ehemalige 53+18 der Luftwaffe.[63]

- Am 3. Februar 1982 wurde eine Noratlas 2501 der Französischen Luftstreitkräfte (FrAF 140) in den Berg Garbi (Dschibuti) geflogen. Als Hauptursache wurde eine falsche Einstellung der Höhenmesser ermittelt. Bei diesem CFIT (Controlled flight into terrain) wurden alle 36 Insassen getötet, davon 29 der Fremdenlegion.[64]  Es war der zweitschwerste Unfall einer Noratlas, gemessen an der Zahl der Todesopfer.[65]